# Tibétologie
La tibétologie (tibétain : བོད་རིག་པ་, Wylie : bod-rig-pa) est l'étude des sujets concernant le Tibet, c'est-à-dire la société tibétaine, l'histoire du Tibet, le bouddhisme tibétain, la langue tibétaine, l'anthropologie, la politique, l'économie, l'éducation, le droit, etc., mais aussi les collections d'objets tibétains importants aux plans historique, culturel, religieux et artistique, c'est-à-dire statues, autels, icônes et écritures saintes du bouddhisme, broderies, peintures et tapisseries de type thangka, bijoux, masques et autres objets de l'art et de l'artisanat tibétains.

## Définitions
Dans son étude sur la pratique de la tibétologie en Australie, à Hong Kong et à Singapour publiée en 2011, le sinologue australien Colin Mackerras (en) définit les études tibétaines (autre appellation de la tibétologie) comme étant l'étude des Tibétains et/ou des zones tibétaines de Chine menée par des chercheurs poursuivant des activités de recherche ou d'enseignement rémunérées dans le cadre d'un établissement universitaire ou d'une institution muséologique. Par Tibétains, il faut entendre principalement, mais non exclusivement, les personnes vivant dans les territoires tibétains reconnus par la communauté internationale comme faisant partie de la Chine. L'époque considérée pour ces études tibétaines couvre les XXe et XXIe siècles sans complètement exclure les périodes antérieures. Les centres d'intérêt concernés sont l'histoire, la religion, l'anthropologie, le langage, l'économie politique, le droit, l'éducation, les relations internationales et la philosophie.
Pour Marianne Winder, conservatrice des manuscrits et publications orientales à l'institut Wellcome, la tibétologie, ainsi qu'elle la définit en 1984 dans Bulletin of Tibetology, est une discipline d'étude qui s'intéresse à la langue classique, la langue populaire et les dialectes, la littérature tibétaine, la géographie du Tibet et de ses voisins, l'histoire, la peinture, l'architecture, la musique, la médecine, l'astronomie, l'astrologie et l'anthropologie tibétaine. Ces sujets ne peuvent pas être étudiés isolément, certains d'entre eux étant reliés à la tradition sanskrit de l'Inde et d'autres traditions, comme pour la médecine qui s'est propagée à la sphère culturelle mongole. Peu d'anthropologues occidentaux ont pu travailler au Tibet, et à la place, ils ont étudié des régions comme le Ladakh, le Sikkim, le Népal et le Bhoutan, leurs langues et leurs coutumes. Tous ces sujets sont liés à la religion, bön ou bouddhiste, en raison des circonstances politiques et historiques particulières du Tibet.
Selon Erberto Lo Bue, le tibétologue parle et écrit le tibétain vernaculaire et lit le tibétain littéraire. Enfin, selon Gerald Roche, il publie dans des revues universitaires ou savantes à comité de lecture.
Pour le tibétologue Jean-Luc Achard, il y a, au sein de la tibétologie moderne, des tibétologues exclusivement tibétologues, des tibétologues indianistes et des tibétologues sinologues.

## Historique

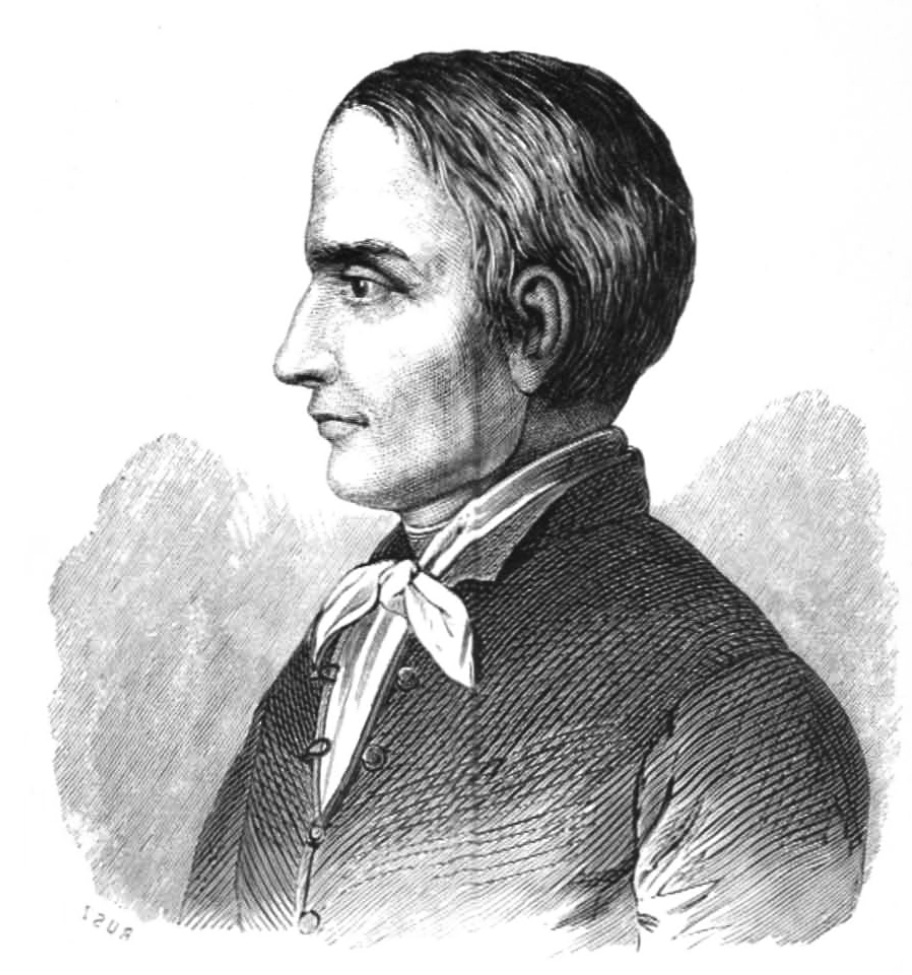
Le Hongrois Sándor Kőrösi Csoma fondateur de la tibétologie.

À l'invitation du roi, le jésuite Antonio de Andrada (1580-1634) et quelques autres établirent un poste missionnaire et une petite église à Tsaparang en 1626, dans le royaume de Gugé (Tibet de l'Ouest). Quand le royaume fut envahi par le roi du Ladakh en 1631, la mission fut détruite.
Un siècle plus tard, un autre jésuite, l'Italien Ippolito Desideri (1684-1733), fut envoyé au Tibet et reçut la permission de résider à Lhassa où il passa 5 ans, de 1716 à 1721, et habita un monastère tibétain, étudiant la langue, la religion des lamas et d'autres aspects culturels tibétains. Il publia quelques livres en tibétain sur la doctrine chrétienne. À cause d'un conflit de juridiction (la mission ayant été confiée aux Capucins et non aux jésuites), Desideri dut quitter le Tibet et retourner en Italie, où il passa le reste de sa vie à publier ses Notes Historiques sur le Tibet. Elles furent publiées en 4 volumes, sous le titre de Opere Tibetane (Rome; 1981-1989). Desideri pourrait être considéré comme le premier tibétologue et il a fait beaucoup pour faire connaître le Tibet en Europe. Desideri était cependant un pionnier, et comme tel, il a produit des « observations » sur le Tibet, un travail qu'il fit avec objectivité et sympathie, mais pas toujours avec une parfaite précision.
Le Hongrois Sándor Kőrösi Csoma (1784-1842) est considéré comme le fondateur de la tibétologie, il a rédigé le premier dictionnaire tibétain - anglais. Philippe-Édouard Foucaux (1811-1894) serait le premier tibétologue français. Après avoir appris en autodidacte le tibétain, il devient, en 1842, le premier professeur de tibétain à l'Institut national des langues et civilisations orientales (INALCO). En 1858, il est l'auteur d'une grammaire tibétaine en français,.

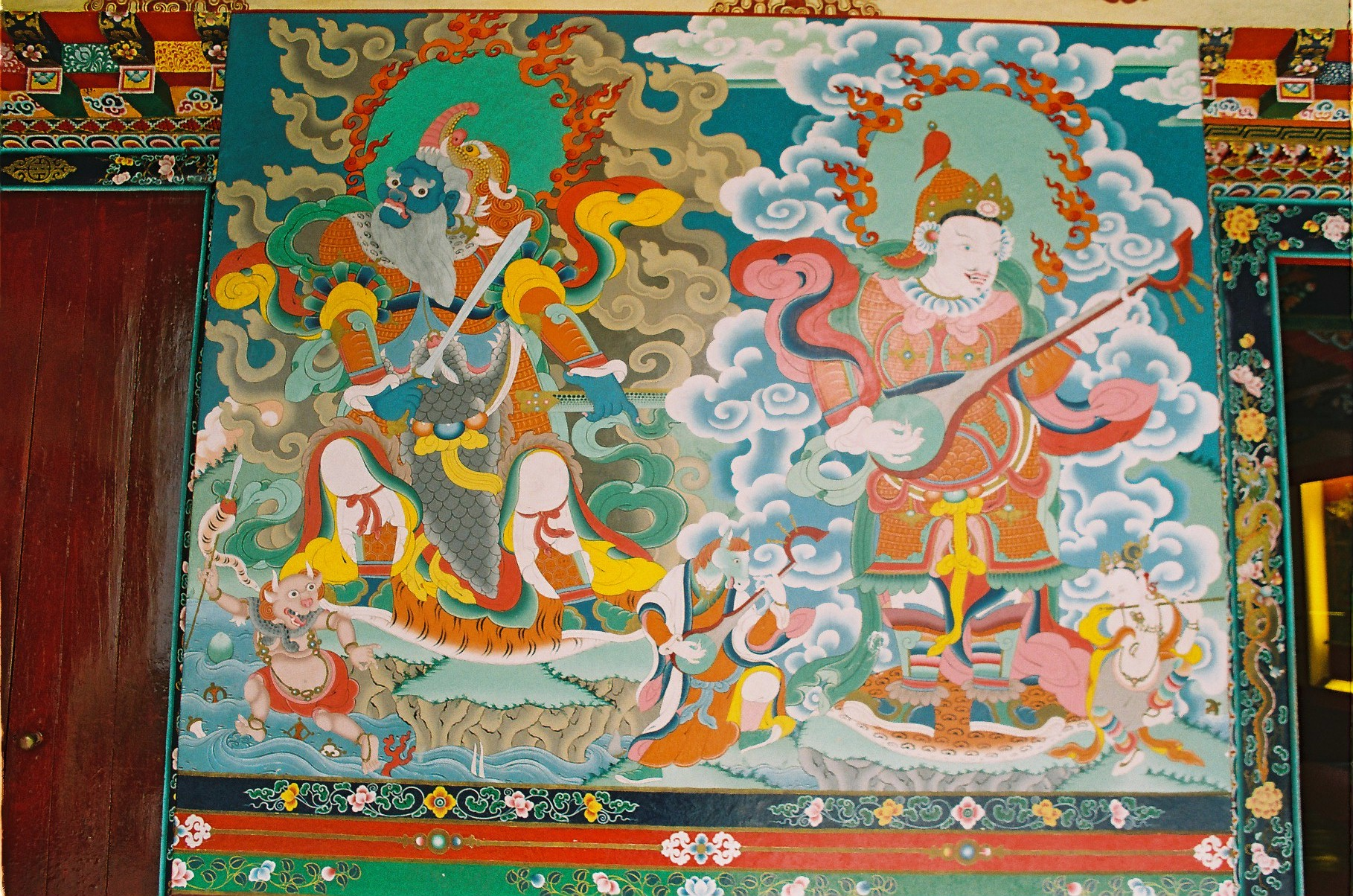
Une peinture de Thangka de l'Institut de tibétologie Namgyal, à Gangtok

La France est, avec la Russie, le premier lieu en Occident où le tibétain a été enseigné à l'université (depuis 1842 aux Langues Orientales).Les publications du diplomate britannique Charles Alfred Bell ont contribué à l'établissement de la tibétologie comme discipline universitaire. Au nombre des plus grands tibétologues du XXe siècle, on peut citer les Britanniques Hugh E. Richardson, Frederick William Thomas, David Snellgrove, Michael Aris et Richard Keith Sprigg, les Italiens Giuseppe Tucci et Luciano Petech, les Français Jacques Bacot, Rolf Alfred Stein, Alexandra David-Néel, Marcelle Lalou, Paul Pelliot, les Allemands Dieter Schuh et Klaus Sagaster et enfin le Gréco-danois Pierre de Grèce.
Matthew Kapstein indique que jusque dans les années 1970, dans la communauté des tibétologues, il est « plus ou moins tenu pour acquis que chacun se devait d'être familier avec tout ce qui touchait au Tibet: de l'histoire à l'anthropologie, en passant par l'art, la médecine, la littérature, la philosophie et la religion ». Puis les tibétologues se sont spécialisés, intervenant dans des sous-disciplines, avec quelquefois peu d'opportunité d'échanger entre elles. Ainsi quand l'Association internationale des études tibétaines (International Association for Tibetan Studies, IATS) est créée à Oxford au Royaume-Uni, les chercheurs internationaux spécialistes du Tibet, se réunissaient dans une simple salle de conférence. Cette réunion se traduisit par une « modeste publication ». Par contre le colloque de Leyde, aux Pays-Bas, en 2000, est suivi de la publication de dix volumes de recherches spécifiques et innovantes.

## En Occident
Depuis quelques décennies, notamment dans les pays anglo-saxons, l'étude du Tibet et la tibétologie s'ouvrent aux autres disciplines, donnant des travaux ayant une approche interdisciplinaire. Cela apparaît très nettement dans les conférences régulières de l'IJATS l'International Association of Tibetan Studies (JIATS), qui se tiennent tous les trois ans dans différentes villes du monde.
Comme exemple de chercheurs sur le Tibet, on peut mentionner l'anthropologue américain Melvyn Goldstein, qui a fait des recherches et des publications réputées sur les questions lexicales, les nomades tibétains et l'histoire moderne du Tibet. D'autres encore sont Robert Barnett, Matthew Kapstein, Elliot Sperling, Alex McKay, Geoffrey Samuel, Alexander Berzin, Katia Buffetrille.

### En France
L'école française de tibétologie est connue dans le monde entier pour la qualité de ses recherches.
Le professeur Dagpo Rinpoché et Thoupten Phuntshog, des érudits tibétains, s'installent en France en 1960. Ils font partie des lamas invités par la Fondation Rockefeller à ouvrir cinq centres d’études sur le Tibet en Europe au Danemark, en Italie, en Allemagne, au Royaume-Uni et en France. Les objectifs déclarés de la Fondation sont d’aider les tibétologues de ces pays. Dagpo Rinpoché est attaché au professeur R.A. Stein avec qui il travaille plusieurs années à l'École pratique des hautes études. La plupart des tibétologues savaient alors lire des textes anciens, mais ignoraient la prononciation, qu'il leur a enseignée, avant d'obtenir un poste d'enseignement indépendant à l'Institut national des langues et civilisations orientales. En France, le cours de langue tibétaine n'a débuté qu'en 1964. Comme il n'existait aucune méthode pour enseigner la langue, Stein suggère à Dagpo Rinpoché d'utiliser la même méthode qu'il utilisait pour la langue chinoise. Finalement, de plus en plus d'étudiants se sont inscrits et un programme d'études approprié a été élaboré, qui se poursuit aujourd'hui dans la section Tibet de l'INALCO, dirigée par Françoise Robin depuis 2011 (à la suite de Heather Stoddard), avec des enseignements de langue et littérature tibétaines et des cours sur la civilisation tibétaine (bouddhisme, anthropologie, histoire, histoire de l'art, etc.).
Deux chaires de Directeurs d'études sont consacrées aux études tibétaines à l'École pratique des Hautes Études à Paris, l'une en Sciences historiques et philologiques (détenue successivement par Jacques Bacot, Marcelle Lalou, Ariane Spanien-Macdonald, Fernand Meyer et Charles Ramble) et l'autre en Sciences des religions (détenue successivement par Rolf Alfred Stein, Anne-Marie Blondeau, Matthew Kapstein et Marta Sernesi).
Plusieurs unités de recherche du CNRS comptent des tibétologues, chercheurs et enseignants-chercheurs. Le Centre de recherche sur les civilisations de l'Asie orientale (CRCAO / UMR 8155), fondé en 2006 et hébergé par l'Institut des civilisations du Collège de France, comporte une équipe intitulée « Tibet, Bhoutan, aire culturelle tibétaine » et édite depuis 2002 la Revue d'Études Tibétaines ou RET (directeur : Jean-Luc Achard) ainsi que la revue Études mongoles et sibériennes, centre-asiatiques et tibétaines (EMSCAT). Le Centre d'études sud-asiatiques et himalayennes (CESAH / UMR 8077) comprend également plusieurs spécialistes du Tibet, anciennement membres du Centre d'études himalayennes. L’Institut français de recherche sur l’Asie de l’Est (IFRAE / UMR 8043), créé en 2019, accueille les enseignants-chercheurs tibétologues de l'INALCO. D'autres laboratoires, comme le laboratoire Langues et civilisations à traditions orales (LACITO) à Paris ou  l'Institut d'Asie orientale à Lyon, comptent également des tibétologues.
Cinq grandes bibliothèques de recherche en France possèdent des fonds tibétains importants, en particulier la BULAC, l'Humathèque, et la Bibliothèque d'études tibétaines du Collège de France. La BNF est en possession d'une partie des manuscrits de Dunhuang, premiers documents historiques en langue tibétaine (VIIIe – Xe siècles).
Pour promouvoir la recherche en tibétologie et participer à l'édition et la réédition d'ouvrages en tibétain à la suite de l'exil de savants tibétains après 1959, l'Institut d'études tibétaines (IET) est créé en 1974 par Rolf Alfred Stein au Collège de France à Paris. Rebaptisé Centre d'études tibétaines , au sein de l'Institut des civilisations du Collège de France, il a été dirigé par Anne-Marie Blondeau (de 1981 à 1995), Anne Chayet (de 1996 à 2009), Françoise Robin (de 2009 à 2015), Françoise Wang-Toutain (de 2015 à 2022) et Alice Travers.
C'est aussi pour promouvoir la recherche en tibétologie que la Société française d'études du monde tibétain (SFEMT) est fondée en 2012. Elle  entend divulguer les recherches en cours de ses adhérents, organise des conférences et un colloque biennal. Elle a son siège à la Maison de l'Asie, avenue du Président-Wilson à Paris. Françoise Robin (de 2012 à 2016 puis à partir de 2022), Nicolas Sihlé (2016-2020) et Alice Travers (2020-2022) en ont été président(e)s.

## En Chine
Selon China Tibet Online (en), la Chine compte plus de 100 institutions tibétologiques et plus de cinq mille chercheurs.
Créé en 1986 à Pékin, le Centre de recherche tibétologique de Chine comprend plusieurs instituts. En outre, le Centre gère une maison d'édition, un bureau de correction du Tripitaka tibétain à Chengdu, un centre médical et une bibliothèque.
L'Académie des sciences sociales de la région autonome du Tibet est la plus grande institution de recherche tibétologique du Tibet. Fondée le 5 août 1985, elle comprend plusieurs instituts. Elle gère une maison d'édition pour les archives et les livres anciens en tibétain. Elle réunit 127 chercheurs, dont 95 Tibétains, 20 Hans et 6 représentants d'autres ethnies. L'Académie joue un rôle important dans la recherche. Elle a achevé la compilation de plusieurs ouvrages majeurs.
Le prix Qomolangma de tibétologie, créé en 2006 et décerné à quatre reprises, est le prix de tibétologie le plus prestigieux en Chine. Approuvé par le Conseil des affaires de l'État de la république populaire de Chine, il est organisé conjointement par le Centre de recherche tibétologique de Chine et par l'Association chinoise pour la préservation et le développement de la culture tibétaine.
Le bouddhologue américain, John Powers, rapporte que lors d'une conférence importante sur la tibétologie qui se tint en juin 2000, Zhao Qizheng, alors directeur du State Council Information Office (en), informa les universitaires présents, qu'ils étaient censés jouer un rôle de premier plan dans la production de la forme de propagande que le gouvernement juge utile dans son travail idéologique, notamment pour influer sur l'avis des étrangers.

## En Inde
- L'Institut Namgyal de tibétologie, situé à Gangtok au Sikkim est fondé en 1958. il publie le Bulletin of Tibetology[30].
- La Bibliothèque des archives et des œuvres tibétaines, située à Dharamsala en Inde du nord est fondée en 1970.
- L'Institut Amnye Machen, un centre de recherche sur la culture, d’histoire et la société tibétaine laïque fondé en 1992 à Dharamsala.

## Tibétologues
(juin 2018).
- Si vous ne connaissez pas le sujet, laissez ce bandeau (vous pouvez alors contacter les auteurs).
- Si vous supprimez le contenu mis en cause (vous pouvez préalablement contacter les auteurs),

argumentez précisément cette suppression dans la page de discussion
(un manque de référence n'est pas un argument ; une recherche réelle de référence doit avoir été effectuée, être formellement documentée).
La liste ci-dessous présente des tibétologues et spécialistes du Tibet en précisant leurs domaines d'activités. Des informations plus précises sont données dans les pages dédiées.

### Tibétophones et/ou sinophones
| Langue | Pays | Nom                                   | Tibétain | Littérature | Culture | Art | Musique | Histoire | Religion | Philosophie | Voyageur | THL | CTRC |
| ------ | ---- | ------------------------------------- | -------- | ----------- | ------- | --- | ------- | -------- | -------- | ----------- | -------- | --- | ---- |
|        |      | Yarlung Buchung                       | •        | •           | ✔️      | •   | •       | ✔️       | •        | •           | •        | ✔️  | •    |
|        |      | Gendün Chöphel                        | •        | •           | ✔️      | ✔️  | ✔️      | •        | •        | ✔️          | •        | •   | •    |
|        |      | Yangdon Dhondup                       | ✔️       | •           | ✔️      | ✔️  | ✔️      | •        | •        | •           | •        | •   | •    |
|        |      | Drongbu Tsering Dorje                 | •        | ✔️          | ✔️      | •   | •       | ✔️       | •        | •           | •        | ✔️  | •    |
|        |      | Tsering Gyalpo                        | •        | •           | ✔️      | •   | •       | ✔️       | ✔️       | •           | •        | ✔️  | •    |
|        |      | Könchok Jiatso                        | ✔️       | •           | ✔️      | •   | ✔️      | •        | •        | •           | •        | ✔️  | •    |
|        |      | Samten G. Karmay                      | •        | •           | •       | •   | •       | ✔️       | ✔️       | •           | •        | •   | •    |
|        |      | Rinchen Lhamo                         | •        | •           | ✔️      | •   | •       | •        | •        | •           | •        | •   | •    |
|        |      | Gö Lotsawa [Information douteuse]     | •        | •           | •       | •   | •       | ✔️       | ✔️       | •           | •        | •   | •    |
|        |      | Li Fang-kuei                          | ✔️       | •           | •       | •   | •       | •        | •        | •           | •        | •   | •    |
|        |      | Jigmé Ngapo                           | •        | •           | ✔️      | •   | •       | ✔️       | •        | •           | •        | •   | •    |
|        |      | Dawa Norbu                            | •        | •           | •       | •   | •       | ✔️       | •        | •           | •        | •   | •    |
|        |      | Namkhai Norbu Rinpoché                | ✔️       | ✔️          | ✔️      | •   | •       | ✔️       | ✔️       | •           | •        | •   | •    |
|        |      | Drogön Chögyal Phagpa                 | ✔️       | •           | •       | •   | •       | •        | •        | •           | •        | •   | •    |
|        |      | Lhagpa Phuntshogs                     | ✔️       | ✔️          | •       | ✔️  | •       | •        | •        | •           | •        | •   | ✔️   |
|        |      | Dezhung Rinpoché                      | •        | •           | ✔️      | •   | •       | •        | ✔️       | •           | •        | •   | •    |
|        |      | Tsepon W. D. Shakabpa ,               | •        | •           | •       | •   | •       | ✔️       | •        | •           | •        | •   | •    |
|        |      | Tsering Shakya                        | ✔️       | ✔️          | •       | •   | •       | ✔️       | •        | •           | •        | •   | •    |
|        |      | Taranatha[Information douteuse]       | •        | •           | •       | •   | •       | ✔️       | •        | •           | •        | •   | •    |
|        |      | Dungkar Lobsang Trinley               | ✔️       | •           | •       | •   | •       | ✔️       | ✔️       | •           | •        | •   | •    |
|        |      | Tashi Tsering                         | •        | •           | •       | ✔️  | •       | ✔️       | •        | •           | •        | •   | •    |
|        |      | Lhakpa Tseten                         | ✔️       | ✔️          | ✔️      | ✔️  | •       | •        | •        | ✔️          | •        | •   | •    |
|        |      | Dorje Tseten                          | •        | •           | •       | •   | •       | ✔️       | •        | •           | •        | •   | ✔️   |
|        |      | Wang Lixiong[Information douteuse] •  | •        | •           | •       | •   | ✔️      | •        | •        | ✔️          | •        | •   |      |
|        |      | Tsering Woeser [Information douteuse] | •        | ✔️          | ✔️      | •   | •       | ✔️       | •        | •           | ✔️       | •   | •    |
|        |      | Xerab Nyima                           | •        | •           | •       | •   | •       | ✔️       | ✔️       | •           | •        | •   | •    |
|        |      | Yuan Zhou                             | •        | •           | •       | •   | •       | ✔️       | •        | •           | •        | •   | ✔️   |

### Anglophones
| Langue | Pays | Noms                                  | Tibétain | Littérature | Culture | Art | Musique | Histoire | Religion | Philosophie | Voyageur | Aide | Évangélisateur | THL |
| ------ | ---- | ------------------------------------- | -------- | ----------- | ------- | --- | ------- | -------- | -------- | ----------- | -------- | ---- | -------------- | --- |
| ang.   | CAN  | Roderick McLeod                       | •        | •           | •       | •   | •       | •        | •        | •           | •        | •    | ✔️             | •   |
| ang.   | CAN  | Glenn H. Mullin                       | •        | ✔️          | ✔️      | ✔️  | ✔️      | ✔️       | ✔️       | ✔️          | •        | ✔️   | •              | •   |
| ang.   | CAN  | Ardy Verhaegen                        | •        | •           | •       | •   | •       | ✔️       | •        | •           | •        | •    | •              | •   |
| ang.   | IRL  | Michael Everson                       | ✔️       | •           | •       | •   | •       | •        | •        | •           | •        | •    | •              | •   |
| ang.   | UK   | Michael Aris                          | •        | ✔️          | •       | •   | •       | ✔️       | ✔️       | •           | •        | •    | •              | •   |
| ang.   | UK   | Frederick Marshman Bailey             | ✔️       | •           | •       | •   | •       | •        | •        | •           | ✔️       | •    | •              | •   |
| ang.   | UK   | Robert Barnett                        | ✔️       | •           | ✔️      | ✔️  | •       | ✔️       | •        | •           | •        | •    | •              | •   |
| ang.   | UK   | Charles Bell                          | •        | •           | ✔️      | •   | •       | ✔️       | ✔️       | •           | ✔️       | •    | •              | •   |
| ang.   | UK   | George Bogle                          | •        | •           | •       | •   | •       | •        | •        | •           | ✔️       | •    | •              | •   |
| ang.   | UK   | John Weston Brooke                    | •        | •           | •       | •   | •       | •        | •        | •           | ✔️       | •    | •              | •   |
| ang.   | UK   | Geoffrey Bull                         | ✔️       | •           | •       | •   | •       | •        | •        | •           | •        | •    | ✔️             | •   |
| ang.   | UK   | Reginald Farrer                       | •        | •           | •       | •   | •       | •        | •        | •           | ✔️       | •    | •              | •   |
| ang.   | UK   | Patrick French [Information douteuse] | •        | •           | •       | •   | •       | ✔️       | •        | •           | •        | •    | •              | •   |
| ang.   | UK   | Robert W. Ford [Information douteuse] | •        | •           | •       | •   | •       | •        | •        | •           | ✔️       | •    | •              | •   |
| ang.   | UK   | George Forrest                        | •        | •           | •       | •   | •       | •        | •        | •           | ✔️       | •    | •              | •   |
| ang.   | UK   | Percival Griffiths                    | ✔️       | •           | •       | •   | •       | •        | •        | •           | •        | •    | •              | •   |
| ang.   | UK   | Joseph Dalton Hooker                  | •        | •           | •       | •   | •       | •        | •        | •           | ✔️       | •    | •              | •   |
| ang.   | UK   | Louis Magrath King                    | •        | •           | ✔️      | •   | •       | ✔️       | ✔️       | •           | ✔️       | •    | •              | •   |
| ang.   | UK   | Marco Pallis                          | ✔️       | •           | ✔️      | •   | •       | •        | ✔️       | •           | ✔️       | •    | •              | •   |
| ang.   | UK   | George Patterson                      | •        | •           | •       | •   | •       | ✔️       | •        | •           | ✔️       | •    | •              | •   |
| ang.   | UK   | Charles Ramble                        | •        | •           | ✔️      | •   | •       | •        | ✔️       | •           | ✔️       | •    | •              | •   |
| ang.   | UK   | Hugh Richardson                       | ✔️       | •           | •       | •   | •       | ✔️       | •        | •           | •        | •    | •              | •   |
| ang.   | UK   | Sam van Schaik                        | •        | ✔️          | •       | ✔️  | •       | ✔️       | ✔️       | •           | •        | •    | •              | ✔️  |
| ang.   | UK   | David Snellgrove                      | ✔️       | ✔️          | ✔️      | •   | •       | ✔️       | ✔️       | •           | •        | •    | •              | •   |
| ang.   | UK   | Richard Keith Sprigg                  | ✔️       | •           | •       | •   | •       | •        | •        | •           | •        | •    | •              | •   |
| ang.   | UK   | Frederick William Thomas              | ✔️       | ✔️          | ✔️      | •   | •       | •        | •        | •           | •        | •    | •              |     |
| ang.   | UK   | Maurice Wilson                        | •        | •           | •       | •   | •       | •        | •        | •           | ✔️       | •    | •              | •   |
| ang.   | UK   | Francis Younghusband                  | •        | •           | •       | •   | •       | •        | •        | •           | ✔️       | •    | •              | •   |
| ang.   | UK   | Laurence Waddell                      | •        | •           | •       | •   | •       | •        | ✔️       | •           | ✔️       | •    | •              | •   |
| ang.   | USA  | Harold Baker                          | •        | •           | •       | •   | •       | •        | •        | •           | ✔️       | •    | •              | •   |
| ang.   | USA  | Christopher Beckwith                  | ✔️       | •           | •       | •   | •       | •        | •        | •           | •        | •    | •              | •   |
| ang.   | USA  | Alexander Berzin                      | ✔️       | ✔️          | ✔️      | •   | •       | ✔️       | ✔️       | •           | •        | •    | •              | •   |
| ang.   | USA  | Carson, Susie                         | •        | •           | •       | •   | •       | •        | •        | •           | •        | •    | ✔️             | •   |
| ang.   | USA  | Melvyn Goldstein                      | •        | ✔️          | •       | •   | ✔️      | ✔️       | •        | •           | •        | •    | •              | •   |
| ang.   | USA  | Janet Gyatso                          | •        | •           | ✔️      | •   | •       | •        | ✔️       | •           | •        | •    | •              | •   |
| ang.   | S    | Amy Heller                            | •        | •           | ✔️      | ✔️  | •       | •        | •        | •           | •        | •    | •              | •   |
| ang.   | USA  | Jeffrey Hopkins                       | ✔️       | •           | •       | •   | •       | ✔️       | ✔️       | •           | •        | •    | •              | •   |
| ang.   | USA  | Michael Harris Goodman                | •        | •           | •       | •   | •       | ✔️       | •        | •           | •        | •    | •              | •   |
| ang.   | USA  | Tom Grunfeld                          | •        | •           | •       | •   | •       | ✔️       | •        | •           | •        | •    | •              | •   |
| ang.   | USA  | Matthew Kapstein                      | •        | •           | ✔️      | •   | •       | ✔️       | ✔️       | ✔️          | •        | •    | •              | ✔️  |
| ang.   | USA  | Peter Kelder                          | •        | •           | •       | •   | •       | •        | •        | ✔️          | •        | •    | •              | •   |
| ang.   | USA  | Robin Kornman                         | ✔️       | ✔️          | •       | •   | •       | •        | ✔️       | •           | •        | •    | •              | •   |
| ang.   | USA  | Donald Sewell Lopez, Jr.              | ✔️       | •           | •       | •   | •       | ✔️       | ✔️       | ✔️          | •        | •    | •              | •   |
| ang.   | USA  | James Matisoff                        | ✔️       | •           | •       | •   | •       | •        | •        | •           | •        | •    | •              | •   |
| ang.   | USA  | Roy Andrew Miller                     | ✔️       | ✔️          | •       | •   | •       | •        | •        | •           | •        | •    | •              | •   |
| ang.   | USA  | John Powers                           | •        | •           | •       | •   | •       | ✔️       | ✔️       | •           | •        | •    | •              | •   |
| ang.   | USA  | John Reynolds                         | ✔️       | ✔️          | •       | •   | •       | •        | ✔️       | ✔️          | •        | •    | •              | •   |
| ang.   | USA  | David Seyfort Ruegg                   | ✔️       | •           | ✔️      | •   | •       | ✔️       | ✔️       | •           | •        | •    | •              | •   |
| ang.   | USA  | Jonathan Silk                         | •        | •           | ✔️      | •   | •       | •        | ✔️       | •           | •        | •    | •              | •   |
| ang.   | USA  | E. Gene Smith                         | ✔️       | ✔️          | ✔️      | •   | •       | ✔️       | ✔️       | •           | •        | •    | •              | •   |
| ang.   | USA  | Warren W. Smith Jr                    | •        | •           | •       | •   | •       | ✔️       | •        | •           | •        | •    | •              | •   |
| ang.   | USA  | Elliot Sperling                       | •        | •           | ✔️      | •   | •       | ✔️       | •        | •           | •        | •    | •              | •   |
| ang.   | USA  | Robert Thurman                        | •        | •           | •       | •   | •       | ✔️       | ✔️       | ✔️          | •        | •    | •              | •   |
| ang.   | USA  | Alex Wayman                           | ✔️       | ✔️          | •       | •   | •       | •        | ✔️       | ✔️          | •        | •    | •              | •   |
| ang.   | USA  | Alan Wallace                          | ✔️       | •           | ✔️      | •   | •       | •        | ✔️       | ✔️          | •        | •    | •              | •   |
| ang.   | USA  | Christian Wedemeyer                   | •        | ✔️          | ✔️      | •   | •       | •        | ✔️       | •           | •        | •    | •              | •   |
| ang.   | USA  | Turrell Wylie                         | ✔️       | •           | •       | •   | •       | •        | •        | •           | •        | •    | •              | •   |

### Francophones

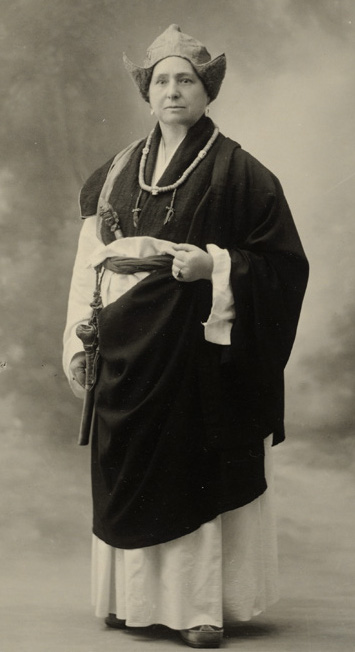
Alexandra David-Néel première femme européenne à pénétrer dans Lhassa

| Langue                    | Pays  | Noms                                   | Tibétain | Littérature | Culture | Art | Musique | Histoire | Religion | Philosophie | Voyageur | Aide | Évangélisateur | THL |
| ------------------------- | ----- | -------------------------------------- | -------- | ----------- | ------- | --- | ------- | -------- | -------- | ----------- | -------- | ---- | -------------- | --- |
|                           |       |                                        |          |             |         |     |         |          |          |             |          |      |                |     |
| Fra.                      | B     | Alexandra David-Néel                   | •        | •           | •       | •   | •       | •        | ✔️       | •           | [ N 1 ]  | •    | •              | •   |
| Fra.                      | B     | Martine Franck                         | •        | •           | ✔️      | •   | •       | •        | ✔️       | •           | •        | •    | •              | •   |
| Fra.                      | B     | Michel de Give                         | ✔️       | •           | •       | •   | •       | •        | ✔️       | •           | •        | •    | •              | •   |
| Fra.                      | B     | Charles de Harlez                      | •        | •           | •       | •   | •       | •        | ✔️       | •           | •        | •    | •              | •   |
| Fra.                      | B     | Étienne Lamotte                        | ✔️       | •           | •       | •   | •       | •        | ✔️       | •           | •        | •    | •              | •   |
| Fra.                      | F     | Claude Arpi [Information douteuse]     | •        | •           | •       | •   | •       | ✔️       | •        | •           | •        | •    | •              | •   |
| Fra.                      | F     | Jacques Bacot                          | ✔️       | ✔️          | •       | •   | •       | •        | •        | •           | ✔️       | •    | •              | •   |
| Fra.                      | F     | Lucien Bernot                          | ✔️       | •           | •       | •   | •       | •        | •        | •           | •        | •    | •              | •   |
| Fra.                      | F     | Anne-Marie Blondeau                    | ✔️       | •           | ✔️      | •   | •       | ✔️       | ✔️       | •           | •        | •    | •              | •   |
| Fra.                      | F     | Katia Buffetrille                      | ✔️       | •           | ✔️      | •   | •       | ✔️       | ✔️       | •           | •        | •    | •              | •   |
| Fra.                      | F     | Anne Chayet                            | •        | •           | ✔️      | ✔️  | •       | ✔️       | •        | •           | •        | •    | •              | •   |
| Fra.                      | F     | Pierre-Antoine Donnet                  | •        | •           | ✔️      | •   | •       | ✔️       | •        | •           | •        | •    | •              | •   |
| Fra.                      | F     | Léon Feer                              | [ N 2 ]  | ✔️          | ✔️      | •   | •       | ✔️       | ✔️       | •           | •        | •    | •              | •   |
| Fra.                      | F     | Jean Filliozat                         | ✔️       | •           | •       | •   | •       | •        | •        | •           | •        | •    | •              | •   |
| Fra.                      | F     | Philippe-Édouard Foucaux               | ✔️       | •           | •       | •   | •       | •        | ✔️       | •           | •        | •    | •              | •   |
| Fra.                      | F     | Joseph Gabet                           | •        | •           | •       | •   | •       | •        | •        | •           | ✔️       | •    | ✔️             | •   |
| Fra.                      | F     | Évariste Huc                           | •        | •           | •       | •   | •       | •        | •        | •           | ✔️       | •    | ✔️             | •   |
| Fra.                      | F     | Pierre Amédée Jaubert                  | •        | •           | •       | •   | •       | •        | •        | •           | ✔️       | •    | •              | •   |
| Fra.                      | F     | Marcelle Lalou                         | ✔️       | ✔️          | •       | •   | •       | ✔️       | ✔️       | •           | •        | •    | •              | •   |
| Fra.                      | F     | Claude Levenson .                      | ✔️       | •           | •       | •   | •       | ✔️       | ✔️       | •           | ✔️       | •    | •              | •   |
| Fra.                      | F     | Fernand Meyer                          | •        | •           | ✔️      | •   | •       | •        | •        | •           | •        | •    | •              | •   |
| Fra.                      | F     | André Migot                            | ✔️       | •           | •       | •   | •       | •        | •        | •           | ✔️       | •    | •              | •   |
| Fra.                      | F     | Michel Peissel                         | ✔️       | •           | •       | •   | •       | ✔️       | •        | •           | ✔️       | •    | •              | •   |
| Fra.                      | F     | Paul Pelliot                           | ✔️       | ✔️          | •       | •   | •       | •        | •        | •           | ✔️       | •    | •              | •   |
| Fra.                      | F     | Françoise Pommaret                     | ✔️       | •           | •       | ✔️  | •       | •        | •        | •           | ✔️       | •    | •              | •   |
| Fra.                      | F     | Matthieu Ricard [Information douteuse] | ✔️       | •           | ✔️      | ✔️  | •       | ✔️       | ✔️       | ✔️          | ✔️       | •    | •              | •   |
| Fra.                      | F     | Amaury de Riencourt                    | •        | •           | •       | •   | •       | ✔️       | •        | •           | •        | •    | •              | •   |
| Fra.                      | F     | Rolf Stein                             | ✔️       | •           | •       | •   | •       | •        | •        | •           | •        | •    | •              | •   |
| Fra.                      | F     | Nicolas Tournadre                      | ✔️       | •           | •       | •   | ✔️      | •        | •        | •           | •        | •    | •              | ✔️  |
| Fra.                      | F     | Gustave-Charles Toussaint              | ✔️       | ✔️          | •       | •   | •       | •        | •        | •           | ✔️       | •    | •              | •   |
| Fra.                      | S     | Solomon Malan                          | ✔️       | •           | •       | •   | •       | •        | •        | •           | •        | •    | •              | •   |
| Ang. / Dan. / Fra. / Grec | D / G | Pierre de Grèce                        | •        | •           | ✔️      | •   | •       | •        | ✔️       | •           | ✔️       | •    | •              | •   |

### De langues indo-européennes
| Langue    | Pays | Noms                | Tibétain | Littérature | Culture | Art | Musique | Histoire | Religion | Philosophie | Voyageur | Aide | Évangélisateur | THL |
| --------- | ---- | ------------------- | -------- | ----------- | ------- | --- | ------- | -------- | -------- | ----------- | -------- | ---- | -------------- | --- |
| hin./ang. | IND  | Dibyesh Anand       | •        | •           | •       | •   | •       | ✔️       | •        | •           | •        | •    | •              | •   |
| hin./ang. | IND  | Lokesh Chandra      | ✔️       | ✔️          | ✔️      | ✔️  | •       | •        | •        | •           | •        | •    | •              | •   |
| ben./ang. | IND  | Sarat Chandra Das   | ✔️       | •           | ✔️      | •   | •       | •        | •        | •           | ✔️       | •    | •              | •   |
| hin./ang. | IND  | Vijay Kranti        | •        | •           | •       | •   | •       | ✔️       | •        | •           | ✔️       | •    | •              | •   |
| hin./ang. | IND  | Pankaj Mishra       | •        | •           | ✔️      | •   | •       | •        | •        | •           | ✔️       | •    | •              | •   |
| hin./ang. | IND  | Rahul Sankrityayan  | ✔️       | •           | •       | •   | •       | •        | ✔️       | •           | ✔️       | •    | •              | •   |
| hin./ang. | IND  | Vikram Seth         | •        | •           | •       | •   | •       | •        | •        | •           | ✔️       | •    | •              | •   |
| hin./ang. | IND  | Swarn Lata Sharma   | •        | •           | •       | •   | •       | ✔️       | •        | •           | •        | •    | •              | •   |
| hin./ang. | IND  | Krishna Singh       | •        | •           | •       | •   | •       | •        | •        | •           | ✔️       | •    | •              | •   |
| hin./ang. | IND  | Mani Singh          | •        | •           | •       | •   | •       | •        | •        | •           | ✔️       | •    | •              | •   |
| hin./ang. | IND  | Nain Singh          | ✔️       | •           | •       | •   | •       | •        | •        | •           | ✔️       | •    | •              | •   |
| hin./ang. | IND  | Sadhou Sundar Singh | •        | •           | •       | •   | •       | •        | •        | •           | ✔️       | •    | ✔️             | •   |

### Japonophones
| Langue | Pays | Noms            | Tibétain | Littérature | Culture | Art | Musique | Histoire | Religion | Philosophie | Voyageur | Aide | Évangélisateur | THL |
| ------ | ---- | --------------- | -------- | ----------- | ------- | --- | ------- | -------- | -------- | ----------- | -------- | ---- | -------------- | --- |
| Jap.   | JP   | Bunkyo Aoki     | ✔️       | •           | ✔️      | •   | •       | •        | •        | •           | ✔️       | •    | •              | •   |
| Jap.   | JP   | Yumiko Ishihama | •        | •           | ✔️      | •   | •       | ✔️       | ✔️       | ✔️          | •        | •    | •              | ✔️  |
| Jap.   | JP   | Ekai Kawaguchi  | ✔️       | •           | •       | •   | •       | •        | ✔️       | •           | ✔️       | •    | •              | •   |
| Jap.   | JP   | Zuiho Yamaguchi | •        | •           | ✔️      | •   | •       | ✔️       | ✔️       | ✔️          | ✔️       | •    | •              | ✔️  |